# Langona kurracheensis
Langona kurracheensis är en spindelart som beskrevs av Heciak, Prószynski 1983. Langona kurracheensis ingår i släktet Langona och familjen hoppspindlar. Inga underarter finns listade i Catalogue of Life.